# Gabriel Milito
Gabriel Alejandro Milito (n. 7 septembrie 1980, Bernal⁠(d), Buenos Aires, Argentina) este un fotbalist argentinian retras din activitate, care a jucat pe post de fundaș central la echipe ca Independiente, Zaragoza și Barcelona. Pe plan internațional, are prezențe la națională pentru Argentina U17⁠(d), Argentina U20⁠(d) și Argentina. După încheierea carierei, a devenit antrenor, și a antrenat, printre altele, Argentinos, Estudiantes și O'Higgins F.C.⁠(d).